# Броварський деревообробний комбінат
Броварський деревообробний комбінат або Броварський ДОК —  підприємство деревообробної промисловості у місті Бровари, що існувало в 1927—2001 роках. У 1950-1990 роках підприємство  паралельно займалося виробництвом холодильної техніки. Одне з найбільших підприємств в історії міста. На початку 2001 року акції ДОКу викупила компанія «Merx» та переформатувала підприємство на виробництво кухонних меблів. В 2018—2019 роках підприємство перетворили на логістичний центр.

## Історія
Підприємство було засноване в 1927 році поблизу залізничної станції «Бровари», як Броварський лісозавод. На той час він мав дві лісопильні рами типу «Тонгам» і чотири циркулярні станки. Сировина постачалась із Броварського лісництва. В 1935 році підприємством було випущено 1 тис. вуликів, 1939 – 10 тис. вуликів, 2 тис. кухонних столів, 5 тис. стільців. 
В 1943 році підприємство було повністю зруйновано німецькими військами під час відступу. За кілька місяців завод відновили, першу партію продукції видано у лютому 1944 року – бруси та дошки для будівництва мосту через Дніпро.
Після війни завод виготовляв кухонні меблі. У 1951–1958 роках завод функціював як Броварський деревообробний комбінат. В 1950 році на заводі освоїли виробництво промислових холодильників (був єдиним підприємством такого профілю в системі Міністерства лісової і деревообробної промисловості УРСР), холодильні камери експортувалися у республіки СРСР, на Кубу, до В’єтнаму та інші. У 1958–1975 роках завод був тимчасово переформатований на Броварський завод холодильників, а в 1959 році було приєднано завод сільськогосподарських запчастин Міністерства сільського господарства.
В 1972 році завод давав 2 тис. холодильників на рік. Крім того, тут виготовляють кухонні гарнітури, столи, вулики. На підприємстві працювало 1,300 чоловік. Переробка деревини складала 40,000–50,000 м³ на рік.
В 1975–1976 роках завод знову функціював як Броварський деревообробний комбінат. В 1976 році на базі ДОКу утворили головне підприємство об’єднання «Броваримеблі», до якого увійшли Білоцерківська, Білицька, Ірпінська, Поліська і Фастівська меблеві фабрики та Мотовилівський деревообробний комбінат. У 1990 році на заводі було випущено близько 6 тис. холодильників і 36,743 набори кухонних меблів. На території комбінату існували торгові точки, їдальня, медпункт. Також була розбудована соціальна сфера для працівників: дитсадок, клуб, спорткомплекс, база відпочинку.
Від 1994 року завод працював як орендне підприємство, а від 1996 року – закрите акціонерне товариство. На початку 2001 року акції ДОКу викупила компанія «Merx» та переформатувала підприємство на виробництво кухонних меблів. В 2018—2019 роках підприємство перетворили на логістичний центр, а виробничі потужності були перенесені у Мотовилівку.

## Продукція
- авіабруси для авіаційної промисловості;
- бруси для понтонного транспортування засобів;
- дошки для виготовлення шлюпок та залізних вагонів;
- вулики;
- меблі;
- промислові холодильники;
- холодильні камери;
- побутові холодильники.

## Цікаві факти
- У 1977 році, до 50-річчя підприємства була випущена монета-медаль «Броварський ДОК»[6].